# Małobór (powiat kołobrzeski)
Małobór (niem. Waldhaus) – opuszczona osada w Polsce położona w województwie zachodniopomorskim, w powiecie kołobrzeskim, w gminie Rymań, należąca do sołectwa Rymań.
Osada została założona w 1853 r. przez ziemianina i polityka Aleksandra Andrae jako azyl dla zwolnionych więźniów. W 1862 r. w Małoborze mieszkało 18 osób. Do 1945 roku wchodziła w skład Niemiec, gdzie należała do gminy (Gemainde - odpowiednik polskiego sołectwa) Rymań. W latach 1950–1998 miejscowość administracyjnie należała do województwa koszalińskiego.

## Transport
Pomimo że miejscowość nie istnieje, to do dziś funkcjonuje przystanek Małobór, umiejscowiony przy drodze powiatowej Rościęcino – Rzesznikowo.